# Stortjärnen (Malå socken, Lappland, 724084-164903)
Stortjärnen är en sjö i Malå kommun i Lappland och ingår i Skellefteälvens huvudavrinningsområde. Sjön har en area på 0,061 kvadratkilometer och ligger 347 meter över havet. Sjön avvattnas av vattendraget Brännbergsmyrbäcken.

## Delavrinningsområde
Stortjärnen ingår i det delavrinningsområde (724064-165052) som SMHI kallar för Mynnar i Mensträskbäcken. Medelhöjden är 347 meter över havet och ytan är 15,46 kvadratkilometer. Det finns inga avrinningsområden uppströms utan avrinningsområdet är högsta punkten. Brännbergsmyrbäcken som avvattnar avrinningsområdet har biflödesordning 4, vilket innebär att vattnet flödar genom totalt 4 vattendrag innan det når havet efter 135 kilometer. Avrinningsområdet består mestadels av skog (56 procent) och sankmarker (40 procent). Avrinningsområdet har 0,06 kvadratkilometer vattenytor vilket ger det en sjöprocent på 0,4 procent.